# Praia da Daniela
Praia da Daniela is een strand in het noordwesten van het eiland Santa Catarina. Het is gelegen in de gemeente Florianópolis in het zuiden van Brazilië.
Het strand ligt tussen de stranden Praia do Forte en Praia da Barra do Sambaqui. Het trekt zowel vakantiegangers als ook bewoners uit het verstedelijkt gebied in de buurt van het strand.